# Seri Bahlol
Seri Bahlol ili Sari-Bahlol je stari indijski grad iz 1. stoljeća pr. Kr., koji se nalazi uz istoimeno moderno selo, oko 15 km od grada Mardana i 70 km od Pešavara u provinciji Čajber Paštunčvau u Pakistanu. 
Postoji nekoliko legendi o nastanku njegova imena, Seri Bahlol. Prema lokalnom vjerovanju ono dolazi od dvije hindustanske riječi: Šeri, što znači "gospodin"; i Bahlol, za koju se vjeruje da je osobno ime nekog važnog lokalnog vladara. No, sam stari grad je mnogo stariji od njegovog imena.
Seri Bahlol je 1980. godine upisan na UNESCO-ov popis mjesta svjetske baštine u Aziji i Oceaniji zajedno s obližnjim lokalitetom budističkog samostana Tahti Bahi.

## Povijest
Osnutak grada nije pouzdano utvrđen, ali je ovo područje imalo jako burnu povijest i u njemu su pronađeni mnoge starine Gandara kulture.
God. 326. pr. Kr. ovo područje je osvojio Aleksandar Veliki, a nakon njegovog odlaska zavladao je Čandragupta (321. – 297. pr. Kr.). Za vladavine njegovog unuka Ašoke, budizam je postao vodećom religijom. U 1. stoljeću pr. Kr. do kušanskog kralja Kaniške, gradi se obližnji budistički samostan Tahti Bahi. A kada ovo područje osvajaju Indo-Grci obnavlja se brahmanizam. Nakon kratkotrajne vlasti kralja Mehanda, Sasanidi i Parti su zadržali kontrolu nad ovim područjem sve do 7. stoljeća kada ga osvajaju Huni.
Navodno se na ovom lokalitetu nalaze i relikvije Bude koje još uvijek nisu iskopane.

## Odlike
Seri Bahlol se nalazi na brdu i ograđen je sofisticiranim kamenim zidom od lokalnog kamena koji je povezan vapnenačkom žbukom ili blatom. Okruženo je plodnim poljoprivrednim poljima, a njegovo seljačko stanovništvo je siromašno i slabo obrazovano. Zbog toga često pribjegavaju ilegalnim iskapanjima u svojim dvorištima, pri čemu oštećuju povijesne spomenike. To potiču neki lokalni trgovci starinama, te je potrebna međunarodna intervencija kako bi se tomu došlo na kraj.

## Vanjske poveznice
- Karta arheoloških lokaliteta u Gandari  Arhivirana inačica izvorne stranice od 31. prosinca 2005. (Wayback Machine), Huntington Collection, Ohio State University (engl.)